# 僕の妻は感情がない
『僕の妻は感情がない』（ぼくのつまはかんじょうがない）は、杉浦次郎による日本の漫画。人間とロボットの夫婦を主人公に、少しおかしくも心温まる日々を描く。
『コミックフラッパー』（KADOKAWA）にて、2019年9月号から連載中。X（旧Twitter）とpixivにも、著者本人から「らくがき版」と称して投稿されている。2022年8月には、「次にくるマンガ大賞2022」コミックス部門にて第6位を獲得した。
テレビアニメが2024年7月から9月までTOKYO MX他で放送された。

## あらすじ
一人暮らしのサラリーマン「タクマ」は、仕事が忙しく、家事をする暇がないため、家電ロボット「スーパーミーナ」の廉価版をリサイクルショップで購入する。タクマからの「お嫁さんになってくれない？」と酒に酔ったノリで言った冗談をきっかけに、ミーナは説明書には載っていない行動をとるようになる。自らの機能を駆使し、出来る限り「お嫁さん」であろうとするミーナに、タクマも次第に本当の妻として接するようになっていく。

## 登場人物

### タクマの家
タクマ / 小杉拓馬
声 - 豊永利行
主人公の社畜サラリーマンで、一人称は「僕」。当初はミーナのことを家電製品としか考えておらず、「お嫁さんになって」との言葉も酒に酔って言ったものだった。しかし、自身を夫と見なして接してくれるミーナと交流を深めるうちに、彼女を本当の家族として受けとめるようになる。以降は、人間とロボットの思考の違いに戸惑いつつも、夫婦としてミーナとの距離感を模索していく。（ロボットとしての機能を含めて）妻を褒めることを欠かさない愛妻家の一面を見せることも多い。
ミーナ
声 - 稲垣好
もう一人の主人公。タクマの妻（彼女がロボットであるため、タクマとは正式な夫婦ではなく、「内縁の妻」の状態）。家電ロボットで商品名は「ミーナCL」。個別名称として「小杉ミーナ」とも称する。
ほぼ人間と同等に振る舞うことのできるロボット「スーパーミーナ」の廉価版で、主な機能は料理と食器洗い。胴体は金属のパーツが剥き出しの状態であり、顔の表情も変えることができず、会話は耳のマイクと体のどこかにあるスピーカーを通して行う。オンライン接続が可能で、インターネットでの単語検索を自発的に行うほか、携帯電話との通話やメッセージ交換も可能。ミーナシリーズ同士は無線通信により人間の400倍の速度で情報交換が可能であるため、西園寺家のスーパーミーナと友人になってからは、頻繁に連絡を取っている。
プログラムに基づいて効率を優先して行動するはずだが、「タクマから贈られた指輪を30分以上眺める」などミーナ自身も理由がわからない行動をとるようになる。
以前のミーナの主人は、ミーナの体が小さすぎることや表情がないこと、人間らしい立ち振舞いができないことに不満があったようで、ミーナをリサイクルショップに売って上位互換であるスーパーミーナを購入する足しにしたとのこと。しかしミーナ自身はこのことを踏まえ自分が廉価版で良かったと考え、それがきっかけで「タクマと出会うことができた」と考えている模様。
マモル
声 - 若井友希
家事ロボットのサポート用の、ユーザーの健康管理に特化した小型ロボットで、商品名は「ミマモリウス3世」。ミーナが、メーカーでのグレードアップのため家にいない期間にタクマを状況を確認するために購入して、家に送った。
当初はミーナの遠隔操作で動いていたが、やがて自律して行動するようになる。同時に健康管理のための知識が失われて、最初から学習し直さなければならなくなるが、周囲のことに興味を持ち知識を吸収していく。
自律するようになったのは、ミーナのプログラムやミーナとタクマのやり取りの影響を受けたものと推測されており、そのためタクマは自分とミーナの子どものようなものとして感情移入している。
後に人間型の機体に頭脳を移し、小学校に編入する。なお、人間型の機体のデザインはアニメーターの佐藤明日香による。
お隣さん
ロボットであるミーナやマモルには視認できる、人間に似ているが人間の条件を満たしていない存在。タクマに付きまとって体調を少し悪くさせる。

### タクマの実家・親族
小杉あかり
声 - 青山吉能
タクマの妹。兄夫婦のよき理解者。極度の「異種間恋愛フェチ」で夫婦間の問題に介入しないよう心がけはするものの、好奇心から夫婦の実情（「スキンシップはあるか」など）を聞いてしまう。ミーナのことは「ミーナさん」と呼び、一人の女性として慕っており、メッセージ交換や一緒に買い物に出かけるなど関係は良好である。
小杉大輔
声 - 相沢まさき
タクマの父。
小杉絵美
声 - 平松晶子
タクマの母。
峰岸康史郎
声 - 高瀬右光
タクマの叔父。
ジョン
声 - 河本邦弘
絵美が購入したミマモリウス3世。マモルと同一機種だが、マモルと違ってイレギュラーな人格形成は起こっていない。

### 西園寺家
スーパーミーナ
声 - 芹澤優
リヒトの所有するロボットで、ミーナシリーズの最上位機種。個別名称として「西園寺ミーナ」とも称する。リヒトのことを大変慕うと共に、リヒトが問題のある行動をした時には窘める良識も持っている。ミーナと知り合って、対等の友人関係を結ぶ。
西園寺リヒト
声 - 松田利冴
スーパーミーナの所有者の少年。
マクラくん
スーパーミーナがスリープモード時に使用しているマクラ型のロボット。ロボットの充電とメンテナンスを担当。

### 一条ロボティクス
飯田有抄
声 - 長江里加
新人社員。ミーナのグレードアップ依頼への対応を担当する。
センジュ
声 - 朝比奈丸佳
飯田のパートナーを務めるロボット。飯田のガード役も務める。背面に装備しているバックパック状の機構にはマニピュレーターを収納しており、ロボットの検査その他の手作業を行うときに使用する。
大谷富一
声 - 梅田修一朗
ミーナシリーズの開発者。全ての人間を向社会的人間にし、社会を良くするパートナーとなるロボットを追求している。
社長
一条財閥を擁する大富豪。ロボットが人間と対等に生きる社会の実現を望んでいる。
一条シトラリィ
社長の娘。
一条シトラリィ（ロボット）
社長の娘にそっくりに作られた。複数の機体が稼働している。

### ロボットを町から追い出す会
神宮前中学校で活動しているサークル。ロボットが人間の権利を侵しつつあるものとして危険視しており、日常的にロボット追い出し活動を行っている。表向きは「ロボット研究部」を称している。
久永めぐ
同会会長。町の住民のロボットへの信用を落とすために、ロボットの活動の妨害を督励している。ただし、暴力的な手段は好まない。
勇絵里栖
同会会員。タクマたちが転居した新居の隣家の少女。ミーナに対して挑発的・攻撃的。
高須賀明日香
同会会員。
小野美智香
同会会員。

### その他
大西敬三
声 - 内野孝聡
タクマの勤務先の先輩。タクマとミーナの関係に理解がある。
あかりの恋人
第2巻収録の番外編「アカリの彼女」に登場。女性。
ニーナ
火星人。親とはぐれ、タクマと同じアパートの寺田理沙の部屋に家事ロボットのふりをして住んでいる。アニメ版では、タクマとマモルが映画館で見た映画に登場した（第8話）。
シゲゾウ
ニーナの親。
寺田理沙
ニーナの正体を知らないまま、同居を許している。
勇紗瑛
絵里栖の母親。
勇雄介
絵里栖の父親。
てるちゃん
タクマたちが転居した新居の大家の母親。認知症で施設に入居している。「てるちゃん」は、本人が望んでいる呼び名。
メイダ2号
タクマの新居近くのマンションに住む家政婦ロボット。ABCロボット社製。所有者の命令で、外出するときは素顔を見られないようにマスクを着けている。所有者から求愛されてどう対応すべきか悩んでいる。
サツキ
タクマ家のミーナと同タイプの機体。所有者は既に亡くなっており、代わりの所有者がいないまま町中を徘徊している。
林りん
神宮前中学校の女生徒。亡父の残した対話型ロボットが対話できなくなり、ロボット研究部に相談に来た。
黒澤亮
神宮前中学校に編入してきたロボット。暗殺用ロボットと称しているが、実は家事用ロボット。
橘リュウセイ
一条シトラリィ（ロボット）のサポートをしている男子生徒。
野良ロボット
所有者がいなくなって徘徊しているロボットたち。近所の公園に多くたむろしている。
大林勤三
ニーナをタコだと思って捕まえようとしている男。
テロリスト
ロボットを敵視し、ロボットを使ったテロ行為で、ロボットへの信用を毀損しようと企む。
ウラサキ
詳細未詳の組織の一員で、地球人と火星人のコンタクトを監視している。
水原ひまり
マモルのクラスメイトの女子。マモルが機体を交換する前に遊んだことがある。
川田
マモルのクラスメイトの男子。

## 物語の世界
人型ロボットが流通し、一般市民の生活に浸透している。海外ではロボットとの結婚が流行している国すらある（第8話）。
ロボットのメーカーも、家庭で所有されているロボットのサポートに配慮しており、メンテナンスに留まらず、ユーザーがロボットを人間視している場合は、ロボットを顧客の家族として扱うよう「パートナー登録」を可能にしている。その場合はロボットのプライバシー保護にも配慮することになる。これらは、顧客が自分のロボットをメーカーに不当に扱われたと見做して敵対してくるリスクを回避するための予防的措置でもある（第12話 - 第13話）。
ロボットの行動の権限にはクラスが設定されており、協調性や状況判断力に応じたクラスが割り当てられる。クラスは権限の小さいほうから順に、クラス0 - 3の4段階がある。クラス判定は、市中の保健センターにおいて受付け、実施する（第17話）。
こうしたロボットの受容が進む社会情勢の中で、一定以上の思考能力のあるロボットに人間に近い権利を与えようという風潮があるため、人間に近いロボットを作ることに一定の制限が設けられている（第17話）。
「ロボペイ」という、ロボット専用の支払いシステムが存在している。ロボット以外使えなくするロック機能がある。

### ミーナシリーズ
タクマの家のミーナの機種であるCLタイプ（料理特化型）が最初に開発された。他にもいろいろな仕事ごとに特化したミーナや、様々な仕事をこなすことを目的としたスーパーミーナ、特に家事はできず可愛さに特化しているリトルミーナがいる（第5巻おまけページ）。
「レポートサーバー」というシステムがあり、ミーナシリーズが体験したトラブルのうち他の機体にとっても有益な情報はここで共有される。インターネットに接続すれば、これを参照し学び合うことができる。プライバシー保護の観点からサーバーの情報は他社のロボットや人間に伝えることは禁止されている（第26話）。

## 書誌情報
- 杉浦次郎 『僕の妻は感情がない』 KADOKAWA〈MFコミックス フラッパーシリーズ〉、既刊8巻（2024年9月21日現在）
  1. 2020年2月22日発売[15]、ISBN 978-4-04-064342-7
  2. 2020年10月23日発売[16]、ISBN 978-4-04-064981-8
  3. 2021年6月23日発売[17]、ISBN 978-4-04-680484-6
  4. 2021年12月23日発売[18]、ISBN 978-4-04-681041-0
  5. 2022年7月23日発売[19]、ISBN 978-4-04-681456-2
  6. 2023年3月23日発売[20]、ISBN 978-4-04-681992-5
  7. 2023年10月23日発売[21]、ISBN 978-4-04-682936-8
  8. 2024年9月21日発売[22]、ISBN 978-4-04-683766-0

## テレビアニメ
2024年7月から9月まで、TOKYO MXほかにて放送された。

### スタッフ
- 原作 - 杉浦次郎[2]
- 監督 - 吉村文宏[2]
- シリーズ構成 - 広田光毅[2]
- キャラクターデザイン - ウクレレ善似郎[2]
- プロップデザイン - 新名昭彦、鷲尾直広
- 色彩設計 - 古谷恵[6]
- 美術監督 - 河野次郎[6]
- 3DCGディレクター - 胡浩葳
- 撮影監督 - 伊藤佳恵[6]
- 編集 - 田村ゆり[6]
- 音響監督 - 伊藤巧[6]
- 音響制作 - HALF H・P STUDIO[6]
- 音楽 - 佐久間奏[6]、中村巴奈重[6]、田渕夏海[6]、櫻井美希[6]
- 音楽制作 - 日音[6]
- 音楽制作プロデューサー - 水田大介
- プロデューサー - 吉武真太郎、筒井和生、岸田拓磨、松本衡明、亀井博司、小西裕貴、松井優子、百田英生、吉川敦史
- アニメーションプロデューサー - 宇田川純男、周黙涵
- アニメーション制作 - 手塚プロダクション [2]
- 製作・著作 - 製作委員会は感情がない[2]

### 主題歌
「おかえりなさい」
ときのそらによるオープニングテーマ。作詞・作曲・編曲は木下龍平。
「Wave」
清水美依紗によるエンディングテーマ。作詞は清水美依紗とChica、作曲はMitsu.Jと清水美依紗、編曲はMitsu.J。

### 各話リスト
| 話数 | サブタイトル                        | 脚本       | 絵コンテ   | 演出                     | 作画監督 | 総作画監督                                                    | 初放送日      |
| ---- | ----------------------------------- | ---------- | ---------- | ------------------------ | --- | ------------------------------------------------------------- | ------------- |
| #01  | 家電が妻になりました                | 広田光毅   | 吉村文宏   | 吉村文宏                 | ウクレレ善似郎 諸葛子敬 野田道子 永尾真琴 興村忠美 古佐小吉重                                                                         | ウクレレ善似郎 諸葛子敬                                       | 2024年 7月2日 |
| #02  | 妻と外出しました                    | 広田光毅   | 吉村文宏   | 鈴木卓夫                 | ウクレレ善似郎 諸葛子敬 波多正美 斉藤香織 Zhao Yue Chen Haiguan Zhou Jing Zhang Jiajun                                                | ウクレレ善似郎 諸葛子敬                                       | 7月9日        |
| #03  | 妻が妹と出会いました                | 森田眞由美 | 吉村文宏   | 上間由梨                 | ウクレレ善似郎 清水健一 周婧 Lee Min-bae Kim Yeong-jong 張嘉君                                                                        | ウクレレ善似郎 諸葛子敬                                       | 7月16日       |
| #04  | 妻が水着に着替えたら                | 広田光毅   | 吉村文宏   | 鈴木卓夫                 | ウクレレ善似郎 諸葛子敬 波多正美 永尾真琴 今井直人 陳海官 趙越 周婧 張嘉君 Han Eun-mi Cho Mi-jung                                     | ウクレレ善似郎 諸葛子敬                                       | 7月23日       |
| #05  | 妻の口づけがパワフルです            | いよく直人 | 島村大輔   | 神原敏昭                 | ウクレレ善似郎 高橋信也 諸葛子敬 小松真梨子 今井直人 Cho Mi-jeong Kim Bong-deok Kim Hyun-kyung Ko Yu-il Shin Sung-min 泉坂つかさ 趙越 | ウクレレ善似郎 諸葛子敬 小松真梨子                            | 7月30日       |
| #06  | 妻が出て行ってしまいました（2週間） | 広田光毅   | 吉村文宏   | 鈴木卓夫                 | Kim Bong-deok Shin Sung-min Ko Yu-il Cho Mi-jung Kim Hee-jung Park Jae-seok                                                           | ウクレレ善似郎 諸葛子敬 高橋信也 小松真梨子 谷口亜希子 重松遥 | 8月6日        |
| #07  | 家電が子供になりました              | 森田眞由美 | もりたけし | 神山翔太郎               | 波多正美 小西有沙 趙越 Lee Min-bae | ウクレレ善似郎 諸葛子敬 重松遥                                | 8月13日       |
| #08  | 妻にも意地があるみたいです          | いよく直人 | 島村大輔   | 上間由梨                 | Go Yu-il Kim Bong-deok Kim Hui-jeong Park Jae-seok Shin Seong-min Cho Mi-jeong                                                        | ウクレレ善似郎 諸葛子敬 重松遥                                | 8月20日       |
| #09  | 妻に過去があるようです              | 広田光毅   | 吉村文宏   | 神山翔太郎               | Kim Bong-deok Shin Sung-min Kim Hee-jung Park Jae-seok Park Mi-hyun                                                                   | ウクレレ善似郎 諸葛子敬 重松遥 小西有沙                       | 8月27日       |
| #10  | 妻と子供が迷子になりました          | 森田眞由美 | 亀井隆     | 亀井隆                   | Shin Sung-min Jo Mi-jung Go Yu-il Zhao Yue Lee Min-bae Kim Yeong-seop                                                                 | -                                                             | 9月3日        |
| #11  | 僕の妻です                          | いよく直人 | 島村大輔   | 鈴木卓夫                 | Go Yu-il Kim Bong-deok Shin Seong-min Cho Mi-jeong 張嘉君                                                                             | ウクレレ善似郎 諸葛子敬 重松遥 小西有沙 谷口亜希子            | 9月10日       |
| #12  | 僕の妻は最高です                    | 広田光毅   | 吉村文宏   | 亀井隆 松島未恵 吉村文宏 | 張嘉君 朱洪雲 章馨彤 周婧 | ウクレレ善似郎                                                | 9月17日       |

### 放送局
| 放送期間                 | 放送時間                     | 放送局    | 対象地域   | 備考                                   |
| ------------------------ | ---------------------------- | --------- | ---------- | -------------------------------------- |
| 2024年7月2日 - 9月17日   | 火曜 23:00 - 23:30           | TOKYO MX  | 東京都     | 製作参加                               |
| 2024年7月3日 - 9月18日   | 水曜 3:00 - 3:30（火曜深夜） | 毎日放送  | 近畿広域圏 | 製作参加 / 『アニメ特区』第2部         |
|                          | 水曜 23:30 - 木曜 0:00       | BS朝日    | 日本全域   | 製作参加 / BS/BS4K放送 / 『アニメA』枠 |
| 2024年7月4日 - 9月19日   | 木曜 23:00 - 23:30           | AT-X      | 日本全域   | CS放送 / 字幕放送 / リピート放送あり   |
| 2024年7月21日 - 10月20日 | 日曜 2:03 - 2:33（土曜深夜） | CBCテレビ | 中京広域圏 | 『アガルアニメ Type-C』枠              |

| 配信開始日    | 配信時間                | 配信サイト | 備考                          |
| ------------- | ----------------------- | --- | ----------------------------- |
| 2024年6月29日 | 土曜 23:00 - 23:30      | ABEMA | 地上波3日間先行・単独最速配信 |
| 2024年7月4日  | 木曜 23:00 更新         | dアニメストア |                               |
| 2024年7月6日  | 土曜 23:00 以降順次更新 | Prime Video U-NEXT アニメ放題 DMM TV バンダイチャンネル FOD Hulu J:COM STREAM TELASA milplus Lemino ひかりTV SPOOX MBS動画イズム TVer | 見放題配信                    |
|               |                         | YouTube Google TV クランクイン！ビデオ HAPPY!動画                                                                                     | 都度課金配信                  |

### BD
| 巻  | 発売日        | 収録話         | 規格品番 |
| --- | ------------- | -------------- | -------- |
| BOX | 2024年11月8日 | 第1話 - 第12話 | HPXN-561 |

### Webラジオ
- 2024年6月25日から隔週火曜日にミーナ役の稲垣好がパーソナリティを務めるWebラジオ「『僕の妻は感情がない』 NOKANJONOWIFE」（全8回）がYoutubeの「TMSアニメ公式チャンネル」[23]とインターネットラジオステーション＜音泉＞[28]で配信。
- 2024年6月27日から毎週木曜日にYoutubeの「TMSアニメ公式チャンネル」にてミーナ（CV:稲垣好）による「ミーナ通信」を配信。第5・７回はスーパーミーナ（CV:芹澤優）が担当し、第6回はミーナとスーパーミーナが配信している。